# James Fifer
James Thomas Fifer (Tacoma, 14 luglio 1930 – Seattle, 7 giugno 1986) è stato un canottiere statunitense.

## Palmarès

### Olimpiadi
- 1 medaglia:
  - 1 oro (Melbourne 1956 nel due senza)